# 국풍 문화
국풍 문화(일본어: 国風文化 고쿠후 분카[*])는 일본에서 10세기 초부터 11세기 셋칸 정치 시기를 중심으로 발달한 문화로, 12세기 인세이 시기의 헤이안 말기 문화로 이어졌다. 이 시기에 당나라로 사신을 파견하는 견당사 제도가 폐지되었으며, 정토교가 유행하였고, 무라사키 시키부 같은 여성 작가들이 활동하였으며 가나 문자가 발생하였다. 중국(당나라)의 영향을 강하게 받던 나라 시대의 당풍(唐風) 문화와 대조되는 단어로서 이것을 국풍, 또는 와풍(和風・倭風) 문화로 부르기도 한다. 현재까지도 대부분의 일본 문화 속에 남아 이어지고 있는 것이 많다.

## 문학

### 시가
- 고킨와카슈: 엔기 5년(905년)에 다이고 천황이 기노 쓰라유키, 기노 도모노리, 오오시코우치노 미쓰네, 미부노 다다미네 등에게 편찬하게 한 최초의 칙선(勅撰) 와카집.
- 와칸로에슈: 간닌 2년(1018년) 무렵에 후지와라노 기미토가 편찬한 한시집.

### 이야기집
- 다케토리 이야기: 현존하는 일본 최고의 가나 이야기집.
- 이세 이야기: 아리와라노 나리히라를 주인공으로 한 것으로 여겨지는 이야기집. '노래'를 중심으로 구성되어 있다.
- 우쓰호 이야기: 견당부사 기요하라노 도시카게와 그 자손들을 주인공으로 한 이야기집.
- 오치쿠보 이야기: 의붓형제들의 괴롭힘에 괴로워하던 아가씨가 귀공자와 결혼해 행복해진다는 내용을 담은 이야기.
- 겐지모노가타리: 일본 왕조문학의 최고 걸작으로 꼽히는 무라사키 시키부의 수작.

### 일기・수필
- 《도사일기》: 기노 쓰라유키가 도사노카미(土佐守)로서의 임무를 마치고 교토로 돌아오는 동안의 여정을 그린 일기. 남자임에도 여자의 이야기인 것처럼 가장하여 히라가나로 쓰여진 것이 특징.
- 《가게로 일기》: 후지와라노 미치쓰나의 어머니가 남편 후지와라노 가네이에와의 생활에서 느낀 불만을 수록한 일기.
- 《이즈미 시키부 일기》: 이즈미 시키부가 자신의 연애에 대해서 수록한 일기.
- 《무라사키 시키부 일기》: 무라사키 시키부가 궁중에서 뇨보로서 일하던 때의 일을 수록한 일기.
- 《마쿠라노소시》: 세이 쇼나곤의 수필. 가모노 조메이의 《호조키》, 요시다 겐코의 《쓰레즈레구사》와 함께 일본의 3대 수필로 꼽힌다.
- 《사라시나 일기》: 스가와라노 다카스에의 딸이 자신의 인생에 대해서 남긴 자전적 형식의 회상록.
- 《소우기》: 후지와라노 사네스케의 일기(한문).
- 《미도 간파쿠기》: 후지와라노 미치나가의 일기.

### 기타
- 와묘뤼죠쇼: 미나모토노 시타고가 편찬한 일본 최초의 백과사전.
- 롯카센: 아리와라노 나리히라, 오노노 고마치, 헨조, 기센 법사, 훈야노 야스히데, 오오토모노 구로누시를 총칭하여 부르는 말.

## 복장
일본의 습도 높은 기후에 적응하기 위해 소맷부리가 넓어지는 등 통풍이 좋고 풍성한 실루엣의 복장으로 바뀌었다.

### 남성용
- 이칸
- 소쿠타이
- 노시
- 가리기누

### 여성용
- 쥬니히토에
- 호소나가

## 악기
- 와곤: 일본 가가쿠의 국풍가무에서 연주되는 일본 고유의 현악기로서 야요이 시대에서 고분 시대에 걸치는 유적에서 이미 와곤의 원형으로 보이는 토용이 발굴되고 있는데, 일본에서는 가장 오래된 악기로 여겨진다. 다른 이름으로는 야마토고토, 아즈마고토 등이 있다. 현재도 일본의 궁중 제사에서 연주되는 「가구라우타」, 「구미노우타」, 「아즈마아소비」 등의 국풍가무에만 이용되며, 아악기 가운데 가장 격이 높고 옛날에는 고위 관위를 가진 자만이 그것을 연주할 수 있었다(현재도 궁내청 악부에서는 주로 악단의 지휘자가 연주하고 있다)

현행 와곤의 본체는 주로 오동나무로 만드는데 속은 비어있으며, 나뭇가지를 다듬지 않고 그대로 발을 삼는다. 길이 약 190cm에 옆은 머리 부분이 약 16cm이고 꼬리 부분은 약 24cm이다. 현은 비단실로 여섯 줄로 만드는데 꼬리 부분에서부터 비단으로 엮은 아시즈오라는 끈으로 잇는다. 도래악기에 해당하는 쟁과는 달리 앞에서부터 1, 2, 3, 4, 5, 6현으로 센다.

## 종교
- 어령신앙
- 음양도
- 불교는 일본의 교유 신앙인 신도 속으로 포섭되어 일본화하였는데, 본지수적설로 나타난 신불습합이다. 즉 부처(본지)가 임시로 일본 신도의 신이 되어 나타났다는 것이다. 즉 모든 신도의 신은 보편적인 불교신의 지방적인 표현이라는 것이다. 천황의 조상신인 아마테라스 오미카미는 최고 부처인 비로자나불의 지방적 표현이며, 이세의 신은 대일여래와 연결되었다.

## 건축
- 법성사 무량수원: 1020년에 후지와라노 미치나가가 지었다. 현재는 전하지 않는다.
- 뵤도인 봉황당: 1053년에 후지와라노 요리미치가 지었다.
- 법계사 아미타도: 1050년 무렵 니치노 스케나리가 자신의 별장을 내놓아 절로 꾸몄다. 조큐의 난 때에 화재로 소실된 뒤 재건되었다.

## 조각
아미타여래상을 대량생산하기 위해서 따로 제작된 부품들을 조립해 세우는 기법이 널리 쓰였다. 이 기법은 조쵸라는 불사에 의해 완성되었는데, 마찬가지로 불사였던 아버지의 뒤를 이어, 지안(治安) 2년(1022년) 법성사 금당과 오대당의 불상을 제작하였고 그 공으로 불사로서는 최초로 법교라는 자리를 얻었다.
- 뵤도인 봉황당 아미타여래상
- 법계사 아미타여래상
- 뵤도인 봉황당 운중공양보살상

## 회화
- 고야산 소장 열반도(涅槃図)(ACE 1086년작)
- 고야 산 소장 성중내영도
- 교토 도지(東寺) 소장 십이천(十二天)(ACE 1127년작)
- 도쿄국립박물관 소장
- 뵤도인 봉황당 병풍그림(ACE 1053년 전후)
- 교토국립박물관 소장 산수병풍
- 겐지모노가타리 에마키: 헤이케 정권 또는 인세이 시기에 만들어진 것으로 추정.
- 진키산연기): 인세이 시기에 만들어진 것.
- 도모 다이나곤 에마키: 인세이 시기에 만들어진 것.
- 조수인물희화갑(甲), 을(乙)의 권(巻): 인세이 시기에 만들어진 것(나머지 병, 정은 가마쿠라 시대의 작으로 여겨진다).

## 서예
오노노 미치카제・후지와라노 스케마사・후지와라노 유키나리가 당대의 삼적으로 불렸다. 11세기가 되면 가나 서도의 고전이라고 할 수 있는 고야기레가 제작되어 12세기까지 다양한 서풍으로 전개되었다.

## 공예

### 도검
일본도의 양식(주조 제작・만곡형 칼날)이 확립된 시기였다.
- 산조 무네지카
- 고가라스마루
- 부젠국 도모나리
- 도지기리야스쓰나

등이 이 시기에 만들어진 대표적인 도검이다.

### 마키에
나라 시대에 일본에서 고안된 마키에, 즉 금칠 기법이 크게 발전하였다.